# 莱萨马
莱萨马（西班牙語：Lezama）是西班牙巴斯克自治区比斯开省的一个市镇。总面积17平方公里，总人口2113人（2001年），人口密度124人/平方公里。